# PictoChat
PictoChat (ピクトチャット PikutoChatto?) es un programa informático compatible únicamente con Nintendo DS y toda su serie. Viene pre-instalado en la consola. Se trata de un chat de mensajería instantánea para hasta 16 personas al mismo tiempo. En la Nintendo DS y Nintendo DS Lite, el programa se ubica a la izquierda del menú. En la Nintendo DSi y Nintendo DSi XL es uno de los gadgets predeterminados. La conexión entre consolas solo se produce a menos de 10 metros. 
Recibió el Premio de Excelencia para el Entretenimiento por parte de Japan Media Arts Festival.
Un sucesor de PictoChat para la videoconsola Nintendo 3DS fue anunciado por Nintendo a través de la emisión una conferencia el 21 de octubre de 2011. Este programa se llama Correo Nintendo (en España) y Pasacartas (en Latinoamérica), y fue lanzado como una descarga gratuita el 21 de diciembre de 2011 en Japón, y el 22 de diciembre de 2011 en América del Norte y Europa. Esta aplicación permite a los usuarios enviar imágenes en 3D, sonidos y mensajes garabateados con amigos registrados ya sea a través de StreetPass o SpotPass.

## Funciones
La pantalla táctil se utiliza para escribir con un teclado en la pantalla o dibujar y enviar garabatos. Los mensajes enviados desde Nintendo DS o DS Lite aparecen en negro, mientras que los sistemas DSi cuentan con una lápiz adicional de "arco iris" (véase el último párrafo de funciones). El teclado proporciona el alfabeto latino y los caracteres kana para escribir en todos los idiomas soportados por el sistema: inglés, alemán, francés, español, italiano y japonés, además de húngaro, finlandés, portugués y holandés.
Cuatro salas de chat [A, B, C y D] están disponibles a la vez, cada una con una capacidad de dieciséis personas, con un máximo de sesenta y cuatro personas en total entre todas las salas de chat.
PictoChat está preinstalado en todas las unidades de Nintendo DS, Nintendo DS Lite, Nintendo DSi y Nintendo DSi XL de todo el mundo.
En las versiones de DSi de PictoChat, una lápiz arco iris se puede utilizar pulsando en el icono del lápiz de nuevo una vez que ha sido seleccionado. El contenido creado con el lápiz del arco iris puede ser leído por los usuarios PictoChat de Nintendo DS Lite y sistemas originales de Nintendo DS. Además, DS y DS Lite reproducen un sonido especial al recibir un mensaje escrito por un usuario de DSi.

## Usando PictoChat
PictoChat cuenta con una interfaz muy simple. Una de las principales técnicas es escribir o dibujar en la pantalla táctil de DS con el stylus. Los usuarios también pueden escribir un mensaje al tocar sobre un teclado en la pantalla o mediante el uso de la cruz de control de  DS para seleccionar una letra y  pulsar A para escribirla. Además, los usuarios pueden arrastrar las letras del teclado y levarlas a cualquier lugar en la ventana de chat. Al pulsar el botón de selección o recuperar (el botón situado debajo del botón Enviar) selecionará la imagen que este situada en la parte inferior de la pantalla superior y la copiará en el espacio de escritura del usuario. Para selecionar una imagen diferente, el usuario puede utilizar las flechas de la pantalla táctil o los botones L y R para seleccionar una imagen diferente de la conversación. Al pulsar el botón situado en la esquina inferior derecha se borrará todo lo escrito o dibujado en la ventana de chat en curso.
Al hacer clic en un nombre o el nombre de otro usuario revelará el color que tenga seleccionado y su perfil (que se puede cambiar en la configuración de Nintendo DS). Cuando el usuario abre PictoChat el día de su cumpleaños, le dará la bienvenida al jugador, deseándole un "Feliz Cumpleaños".

## Animación con PictoChat
PictoChat puede ser utilizado para crear animaciones cortas con dibujos individuales en la pantalla táctil de la DS y enviarlos cuadro por cuadro al tablero de mensajes en la pantalla superior. Pulsando y manteniendo pulsado el botón del L y el botón R, respectivamente, para desplazarse a través de las fotos,  mostrándose a una velocidad de 7,5 fotogramas por segundo, creando la ilusión de una animación. Varias galerías en línea están dedicadas a compartir animations realizadas con PictoChat.

## Correo Nintendo/Pasacartas
Correo Nintendo (en España) y Pasacartas (en Latinoamérica) toma el lugar de PictoChat en la videoconsola Nintendo 3DS. Permite a los usuarios enviar mensajes a las personas que tengan en su lista de amigos. El receptor es capaz de recibir los mensajes a través de SpotPass o StreetPass. A diferencia de PictoChat, Correro Nintendo permite a los usuarios insertar libremente imágenes y sonidos de hasta 5 segundos de duración en sus mensajes, y también permite a los usuarios cambiar la posición y la orientación de la imagen y los iconos de sonido. Las funciones se irán desbloqueando conforme los jugadores siguen enviando cartas, tales como la capacidad de escribir mensajes en 3D, con distintos tipos de papel y características adicionales que solo se desbloquarán gastando monedas de juego. Los mensajes enviados y recibidos también se pueden guardar de forma indefinida, a pesar de que el límite de mensajes es de 3000. A pesar de ser un sucesor de PictoChat, el modelo de mensajería de Correo Nintendo no se basa en el modelo estándar de mensajería instantánea como en PictoChat, en esta aplicación no aparecen características de mensajería instantánea como la funcionalidad del teclado, salas de chat, etc. El software fue lanzado el 22 de diciembre de 2011 en Europa y América del Norte a través de la eShop de Nintendo, y se puede descargar sin coste adicional. Correo Nintendo (en España) y Pasacartas (en Latinoamérica) también está disponible en Nintendo 3DS XL.

## Software similar
Un juego para Nintendo DS llamado Ping Pals está basado en PictoChat, aunque cuenta con una avanzada gama de opciones y posibilidades. Sin embargo, para chatear ambos usuarios deben tener el juego, por lo que es menos útil y común que PictoChat. Debido a que PictoChat se estaba desarrollando en el sistema, Ping Pals recibió críticas muy negativas.
42 Juegos de Siempre (Clubhouse Games en Latinoamérica) tiene una función de chat similar a la de PictoChat, con colores añadidos y características adicionales.
El juego Bakushow (en Europa) y LOL (en América) tiene una interfaz similar a la de PictoChat pero el juego en sí es diferente.

## Kanji Sonomama Rakubiki Jiten
EL diccionario kanji-inglés-japonés 'Kanji Sonomama Rakubiki Jiten' (漢字そのまま楽引辞典?) para DS contiene una extensión de PictoChat que permite a los usuarios añadir caracteres kanji, además del conjunto de caracteres estándar. Esta versión de PictoChat también vocaliza caracteres romanos y kana cuando se introducen.

## En otros juegos
- PictoChat es un escenario en Super Smash Bros. Brawl y en Super Smash Bros. para Nintendo 3DS.
- Otra versión del escenario, denominada PictoChat 2 hace su aparición en Super Smash Bros. Ultimate.